# Heinrich Wiesmann

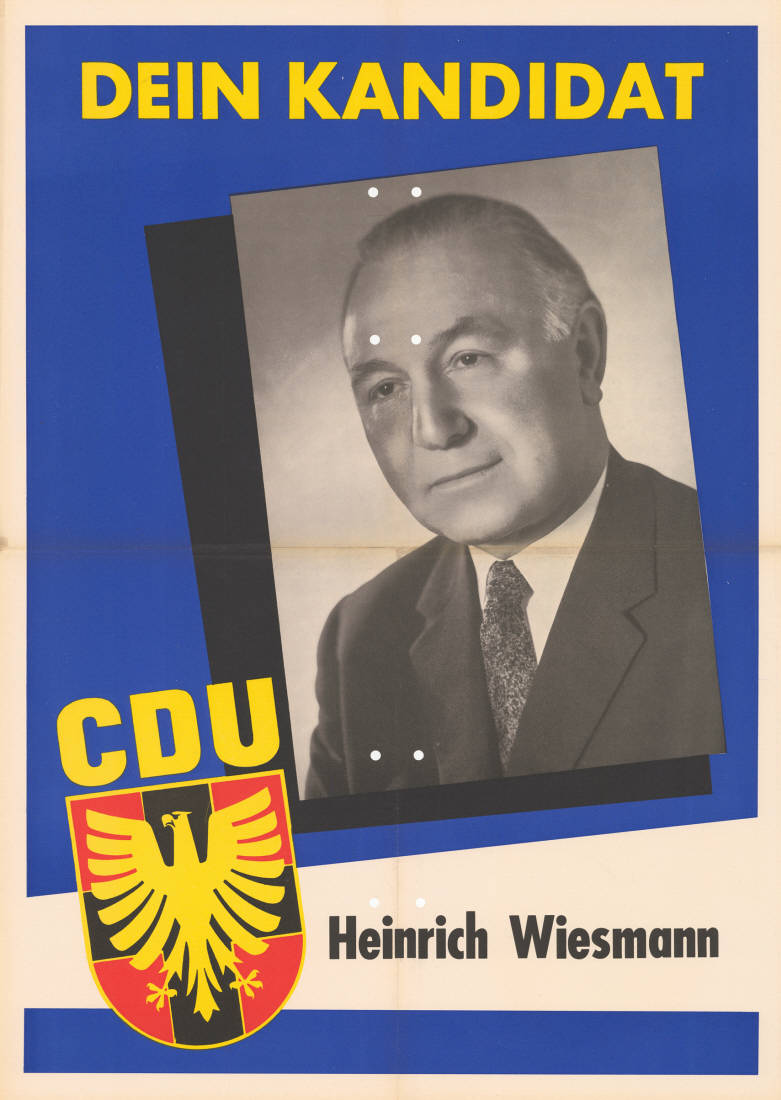
Heinrich Wiesmann auf einem Wahlplakat zur Landtagswahl in Nordrhein-Westfalen 1958

Heinrich Wiesmann (* 30. März 1893 in Recklinghausen; † 6. Januar 1978) war ein deutscher Politiker (CDU). Er war von 1950 bis 1966 Mitglied des Landtags von Nordrhein-Westfalen.

## Leben
Heinrich Wiesmann begann nach dem Besuch des Gymnasiums eine landwirtschaftliche Ausbildung und war daran anschließend als selbständiger Landwirt tätig. 
Vor 1933 war er auf kommunaler Ebene für die Zentrumspartei aktiv.
Wiesmann wurde von der zweiten bis zur fünften Wahlperiode als Direktkandidat im Wahlkreis 91 (Recklinghausen-Land-Südwest) bzw. 90 (Recklinghausen-Land-Nordost) in den nordrhein-westfälischen Landtag gewählt, er war Abgeordneter vom 5. Juli 1950 bis zum 23. Juli 1966.